# Erkennungsdienstliche Behandlung

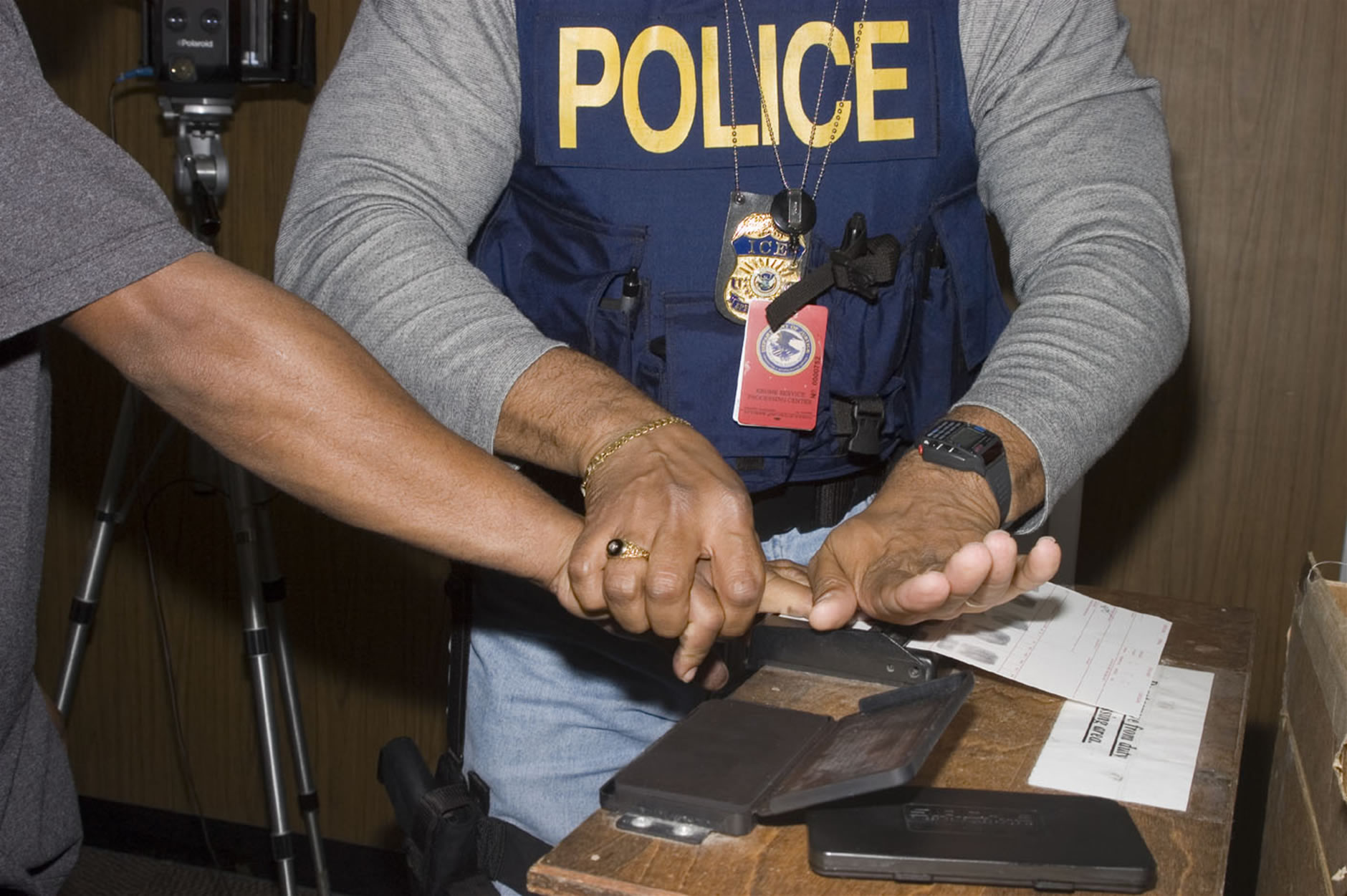
Die Abnahme von Fingerabdrücken ist ein Teil der erkennungsdienstlichen Behandlung

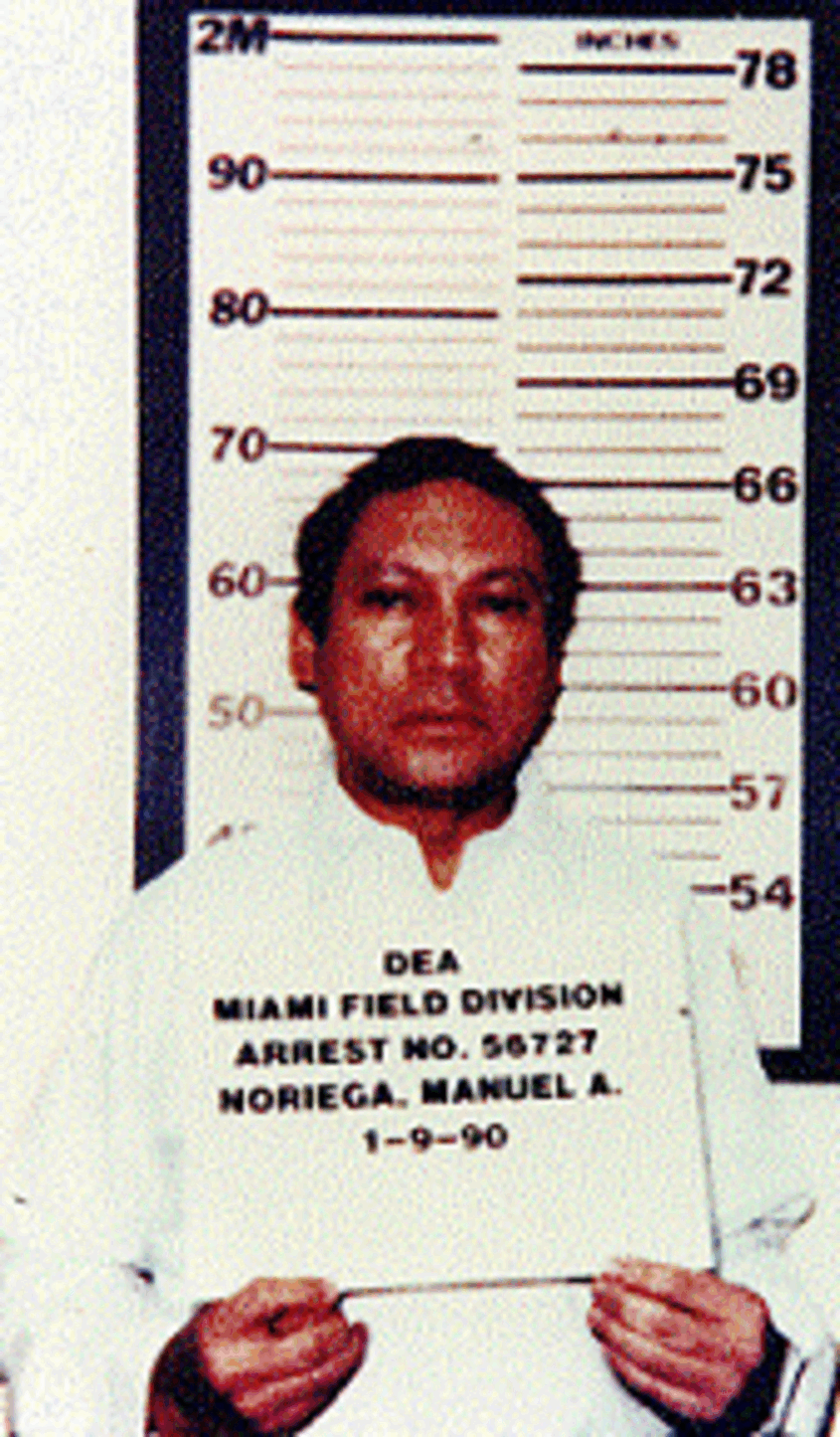
Messen der Körpergröße

Eine erkennungsdienstliche Behandlung oder erkennungsdienstliche Maßnahme ist die Erfassung von personenbezogenen und biometrischen Daten einer Person durch die Polizei. Eine erkennungsdienstliche Behandlung wird in der Regel nach einer Festnahme wegen einer Straftat an einer Person vorgenommen, aber auch vorbeugend, zum Beispiel auch durch die Ausländerbehörden im Rahmen von Asylverfahren. Des Weiteren kann sie zur Feststellung der Identität dienen.
Erhoben werden (abhängig von der Jurisdiktion und teilweise vom Anlass) in der Regel folgende Daten der betroffenen Person:
- Vorname, Familienname, Wohnort, andere Daten aus Ausweisen und Reisepässen
- Alter beziehungsweise Geburtsdatum
- Lichtbilder (Mugshots)
- Körperhöhe, Körpergewicht
- besondere körperliche Merkmale (wie Narben, Muttermale, Sommersprossen, Tätowierungen)
- Tonaufnahmen des gesprochenen Wortes
- Fingerabdrücke aller zehn Finger sowie Abdrücke beider Handflächen

## Deutschland
In Deutschland wird es mit ED-Behandlung abgekürzt.
Die Aufnahme biometrischer Daten, wie sie seit November 2005 bei der Ausstellung eines Reisepasses vorgeschrieben ist, ist keine ED-Behandlung, weil ja bereits alle Daten des Antragstellers bekannt sind und die Person feststeht.
Erkennungsdienstliche Maßnahmen können auch gegen den Willen der betroffenen Person mit unmittelbarem Zwang durchgesetzt werden. Die Löschung der Daten kann zehn Jahre nach der Erkennung beantragt werden.

### Gesetzliche Grundlagen

#### § 81b StPO
Bei der erkennungsdienstlichen Behandlung (ED-Behandlung) ist zu unterscheiden zwischen § 81b 1. Alt. StPO (zur Durchführung eines Strafverfahrens) und § 81b 2. Alt. StPO (zum Zwecke des Erkennungsdienstes, d. h. als vorbeugende Maßnahme). Während die 1. Alternative auch gegen den Willen des Beschuldigten im Strafverfahren durchgeführt werden kann, weil die ED-Unterlagen für das aktuell vorliegende Verfahren erforderlich sind, beinhaltet die 2. Alternative einen sogenannten polizeipräventiven Charakter. Hier steht dem Beschuldigten ein vorheriges Anhörungsrecht sowie ein Widerspruchsrecht gegen die polizeiliche Anordnung zu, da es sich um Verwaltungshandeln handelt. Wenn die Behörde die sofortige Vollziehung anordnet, weil aus ihrer Sicht das öffentliche Interesse an der Erhebung der Daten das Interesse des Einzelnen am Schutz seines informationellen Selbstbestimmungsrechts überwiegt (§ 80 Abs. 2 Nr. 4 VwGO), dann kann der Beschuldigte die aufschiebende Wirkung seiner Rechtsmittel nur vor Gericht (§ 80 Abs. 5 S. 1 und 2 VwGO) wiederherstellen. Die ED-Behandlung nach § 81b 2. Alt. StPO (zum Zwecke des Erkennungsdienstes) setzt eine entsprechende Prognose voraus, wonach die Gefahr besteht, dass der Beschuldigte weitere (nicht notwendigerweise dieselben) Straftaten begeht und die Aufklärung dieser künftigen Taten durch die erkennungsdienstlichen Unterlagen erleichtert werden wird. Dabei gehört in die Prognose der Wiederholungsgefahr die Beurteilung am Einzelfall, insbesondere sollten Aussagen zur Schwere (z. B. gefährliche Körperverletzung), zum Deliktstyp (zum Beispiel Drogendelikt), zur Begehungsweise (z. B. besonders brutale Ausführung), zur Persönlichkeit des Täters (z. B. gewaltbereit unter Alkoholeinfluss) und zur zeitlichen Nähe verschiedener dem Beschuldigten vorgeworfener Taten (aber auch der Ersttäter kann erkennungsdienstlich behandelt werden, wenn ihm etwa ein Sexualdelikt vorgeworfen wird) gemacht werden. Diese Kriterien sind jedoch lediglich ständige Rechtsprechung der Verwaltungsgerichte.

In der polizeilichen Praxis werden die Kriterien großzügig ausgelegt, d. h., es wird häufig ungerechtfertigt von einer nachteiligen Prognose ausgegangen. Dem Beschuldigten wird dargelegt, dass die ED-Behandlung bei einer Weigerung zwangsweise vollzogen würde. Dies setzt jedoch zunächst eine Anordnung der Polizei voraus, gegen die Widerspruch eingelegt werden kann. Die Auffassung, wonach die Vorladung zur ED-Behandlung nach § 81b Alt. 2 StPO nur durch die Kriminalpolizei, und nicht durch den Polizeidienst erfolgen kann, gründet sich auf das zitierte Urteil (aus dem Jahre 1972) und ist überholt. Die Anordnung ist auch durch die Schutzpolizei möglich. (Ein gerichtlicher Beschluss ist erst notwendig, wenn Widerspruch eingelegt wurde ().).
Es entsteht also kein Nachteil, wenn man eine ED-Maßnahme unmittelbar nach der Festnahme zunächst ablehnt und einen Rechtsbeistand verlangt.
Die Behörde muss dann begründen können, warum gerade welche durchgeführten Maßnahmen (Fingerabdruck, Dreiseitenbild, Personenbeschreibung etc.) die künftige Strafverfolgung im Einzelfall erleichtern.
Nach § 81b (1. sowie 2. Alternative) StPO können erkennungsdienstliche Maßnahmen nur gegenüber einem Beschuldigten i. S. d. StPO durchgeführt werden, generell ausgeschlossen sind damit Kinder, aber auch Personen, gegen die (noch) kein Ermittlungsverfahren eröffnet wurde. Diese Einschränkung kennen dagegen die Landespolizeigesetze nicht. Demnach kann am Betroffenen (nicht: Beschuldigten!) eine erkennungsdienstliche Maßnahme durchgeführt werden, wenn eine zuverlässige Identitätsfeststellung auf andere Weise nicht durchgeführt werden kann oder wenn dies zur vorbeugenden Bekämpfung von Straftaten erforderlich ist, weil der Betroffene verdächtig ist, eine Straftat begangen zu haben, und die Umstände des Einzelfalles die Annahme rechtfertigen, dass er zukünftig eine Straftat begehen wird (vgl. § 36 PolG BaWü). Betroffener kann damit jeder sein, auf Strafmündigkeit oder ein gegen ihn gerichtetes Ermittlungsverfahren kommt es nicht an.
Anordnungen zur erkennungsdienstlichen Behandlung aufgrund des Polizeigesetzes sind Verwaltungsakte i. S. v. § 35 Satz 1 VwVfG, da die Behörde den Beschuldigten zur Duldung der erkennungsdienstlichen Maßnahme verpflichtet und somit eine Einzelfallregelung trifft und gegebenenfalls deren Inhalt festlegt. Gemäß dem Grundsatz, dass Bundesrecht Landesrecht bricht, finden die länderpolizeilichen Vorschriften zur präventiven ED-Behandlung nur Anwendung, wenn der § 81b 2. Alt. StPO nicht greift (meist straffällige Kinder, die nicht strafmündig sind). Gegen die Anordnung, eine erkennungsdienstliche Maßnahme durchführen zu lassen, sind damit die gegen Verwaltungsakte üblichen Rechtsbehelfe (Widerspruch, Anfechtungsklage, Fortsetzungsfeststellungsklage, vorläufiger Rechtsschutz) zulässig.
Anordnungen zur erkennungsdienstlichen Behandlung nach der Strafprozessordnung sind keine Verwaltungsakte i. S. v. § 35 Satz 1 VwVfG. Maßnahmen nach der 1. Alternative (Durchführung des Strafverfahrens) beschreibt Strafverfahrensrecht im engeren Sinne. Zuständige Behörde ist grundsätzlich die Staatsanwaltschaft, da eine Straftat vorausgegangen ist. Maßnahmen nach der 2. Alternative (Erkennungsdienst) gilt als Strafverfahrensrecht im weitesten Sinne. Entgegen landläufiger Meinung stellt die 2. Alternative kein materielles Polizeirecht dar und hat auch keinen präventiven Charakter. Es geht vielmehr um die Sicherstellung der Erleichterung zukünftige Strafverfahren in durch den Polizeivollzugsdienst (PVD) durch Prognose begründeten Einzelfällen. Dies wird auch als Strafrechtspflege bezeichnet.
Gegen die Anordnung ist nach der Rechtsprechung des Bundesverwaltungsgerichts der Verwaltungsrechtsweg und – anders als sonst für Maßnahmen nach der StPO – nicht der Rechtsweg zu den ordentlichen Gerichten (nach § 23 Abs. 1 EGGVG) eröffnet.
Erkennungsdienstliche Daten, die aufgrund der ersten Alternative des § 81b StPO gewonnen wurden, dürfen nicht länger gespeichert werden als für die Aufklärung der Straftat nötig. Fällt der Zweck – die Strafverfolgung – weg, weil etwa das Ermittlungsverfahren der Staatsanwaltschaft abgeschlossen ist, sind die erkennungsdienstlichen Daten wieder zu löschen. Ganz anders kann die Polizei mit Daten verfahren, die gemäß der zweiten Alternative beim Beschuldigten erhoben wurden. Diese können auf unbestimmte Dauer gespeichert werden, auch dann noch, wenn der Beschuldigte seinen Status längst verloren hat, durch Einstellung des Ermittlungsverfahrens etwa oder durch Freispruch. Es ist laut höchstrichterlicher Rechtsprechung den Strafverfolgungsbehörden erlaubt, die Daten dauerhaft in ihren Beständen zu pflegen, da die ursprüngliche Prognose über die erkennungsdienstlich behandelte Person nicht allein deshalb obsolet wird, weil die Person ihren Beschuldigtenstatus verloren hat. Eine einmal bejahte Wiederholungsgefahr wirkt regelmäßig über den Zeitpunkt des Verfahrensende hinaus. Die Ausnahme bildet der klare Freispruch des Angeklagten durch das Gericht, sofern alle Verdachtsmomente ausgeräumt sind.

#### § 163b StPO
Nach § 163b StPO ist zur Feststellung der Identität eines Verdächtigen die Durchführung erkennungsdienstlicher Maßnahmen zulässig, wenn die Identität sonst nicht oder nur unter erheblichen Schwierigkeiten festgestellt werden kann.

#### § 49 AufenthG
Nach § 49 AufenthG können Ausländer erkennungsdienstlich behandelt werden, wenn
- sie unerlaubt nach Deutschland eingereist sind, keinen Asylantrag gestellt haben und nicht sofort in Abschiebehaft genommen oder zurückgeschoben werden können (§ 15a AufentG i. V. m. § 49 Abs. 4 AufenthG)
- sie mit einem gefälschten oder verfälschten Pass oder Passersatz einreisen wollen oder eingereist sind
- sonstige Anhaltspunkte den Verdacht begründen, dass der Ausländer nach einer Zurückweisung oder Beendigung des Aufenthalts erneut unerlaubt ins Bundesgebiet einreisen will
- sie vollziehbar ausreisepflichtig sind, sofern die Zurückschiebung oder Abschiebung in Betracht kommt
- ein nationales Visum beantragt wird
- sie in einen in § 26a Abs. 2 des Asylgesetzes genannten Drittstaat zurückgewiesen oder zurückgeschoben werden
- vorübergehendem Schutz nach § 24 AufenthG sowie in den Fällen der § 23 und § 29 Abs. 3 AufenthG gewährt wird
- ein Versagungsgrund nach § 5 Abs. 4 AufenthG festgestellt worden ist.

#### § 16 AsylG
Nach § 16 AsylG ist die Identität eines Ausländers, welcher Asyl beantragt, durch erkennungsdienstliche Maßnahmen zu sichern. Ausgenommen von dieser Regelung sind nur Personen unter 14 Jahren (Kinder).
Es werden nur Lichtbilder (Fotos) und Fingerabdrücke aller zehn Finger aufgenommen. Diese werden an das Bundeskriminalamt übermittelt und mit dem Automatisierten Fingerabdruckidentifizierungssystem (AFIS) der deutschen Polizei auf nationaler Ebene und dem Fingerabdruckidentifizierungssystem EURODAC auf europäischer Ebene abgeglichen. Auf diese Weise sollen Mehrfach-Identitäten und mehrfache Asylanträge erkannt werden. Zu Konsequenzen im Asylverfahren siehe auch: Identitätsfeststellung im deutschen Ausländerrecht.

#### Polizeirecht (z.B. HSOG, BpolG, PolG NRW)
Nach deutschem Polizeirecht der Länder und des Bundes können ebenfalls erkennungsdienstliche Behandlungen zur Feststellung der Identität im Rahmen des Polizeirechtes (z. B. § 18 HSOG – Identitätsfeststellung und Prüfung von Berechtigungsscheinen) oder zur vorbeugenden Bekämpfung von Straftaten durchgeführt werden. Im Gegensatz zum Strafprozessrecht (§ 81b StPO) können nach Polizeirecht auch strafunmündige Personen (Kinder etc.) zur vorbeugenden Verbrechensbekämpfung erkennungsdienstlich behandelt werden.

#### §§ 4 und 6 Passgesetz (PassG)
Zur Ausstellung eines biometrischen Reisepasses werden flache Abdrücke des linken und des rechten Zeigefingers des Passbewerbers abgenommen und im Pass gespeichert (§ 4, § 6 Passgesetz).

#### § 86 Strafvollzugsgesetz (StVollzG)
Im Strafvollzug sind zur Sicherung verschiedene ED-Maßnahmen zulässig (§ 86 StVollzG).